# 2008 en Afrique
Liste d'évènements de l'année 2008 en Afrique, sauf dans les pays ayant leur propre article.

## Organisations internationales

### Union africaine
- Le sommet de l’Union africaine s’est réuni le 31 janvier à Addis-Abeba.
  - Jakaya Kikwete, président de la Tanzanie a été élu le 31 janvier 2008 président en exercice de l’Union africaine. Il remplace le ghanéen John Kufuor[1]. Le ministre gabonais des Affaires étrangères et vice-Premier ministre, Jean Ping, a été élu président de la Commission de l'Union africaine par 31 voix sur 46 votants.
  - La situation au Kenya où les violences ont fait plus d’un millier de morts et 250 000 personnes déplacées depuis le 27 décembre et au Tchad où une tentative de coup d’État contre le président Idriss Déby a échoué ont été à l’ordre du jour[2]. Jakaya Kikwete a annoncé que l’organisation panafricaine ne reconnaîtrait pas les rebelles s’ils arrivaient à prendre le pouvoir[3].

### Communauté des États sahélo-sahariens
Le 10e sommet des chefs d’État de la Communauté des États sahélo-sahariens (CEN-SAD) s’est réuni à Cotonou le 18 juin. Il avait pour thème « Développement rural et sécurité alimentaire dans l'espace CEN-SAD ». Le président béninois Yayi Boni a été élu président en exercice de la CEN-SAD pour un mandat d’un an. Trois pays ont fait leur entrée dans la CEN-SAD: le Kenya, la Mauritanie et Sao Tomé-et-Principe.

### Union économique et monétaire ouest-africaine (UEMOA)
La 12e session ordinaire de l’Uemoa s’est tenue à Ouagadougou le 17 janvier 2008. le président burkinabè Blaise Compaoré a été reconduit au poste de président. L'Ivoirien Philippe-Henry Dacoury-Tabley a été nommé gouverneur de la Banque centrale des États de l'Afrique de l'Ouest (BCEAO) et le Béninois, Abdoulaye Bio Tchané, président de la Banque ouest-africaine de développement (BOAD).

## Politique

### Élections
- Djibouti : des élections législatives ont eu lieu le 8 février 2008. Tous les candidats du parti au pouvoir, l’Union pour la majorité présidentielle, ont été élus. L’opposition avait boycotté les élections.

## Conflits et guerres civiles

### Tchad
Une tentative de coup d'État contre le président Idriss Déby menée par des rebelles partis du Soudan échoue à Ndjamena. L'Union européenne commence à déployer l'Eufor.

## Catastrophes naturelles et humaines
- Afrique australe : des inondations frappent 4 pays depuis fin 2007 : le Malawi, le Mozambique, la Zambie et le Zimbabwe. Le 11 février 2008, les Nations unies ont lancé un appel de fonds afin de réunir 89 millions de dollars pour venir en aide à environ 450 000 personnes affectées par les inondations. Au Mozambique, plus de 90 000 personnes ont été déplacées[7].

- Région des grands lacs : un séisme de magnitude 6 sur l’échelle de Richter s’est produit le 3 février dans la province du Sud-Kivu en République démocratique du Congo. L’épicentre était situé à 20 km au nord de la ville de Bukavu. Le séisme, qui a été ressenti également au Rwanda et au Burundi, a causé au moins 40 morts, plus de 300 blessés et de nombreux dégâts matériels d'après un bilan provisoire[8].

- Madagascar : le cyclone Ivan a frappé l’île de Madagascar du 17 au 19 février faisant au moins 44 morts et 145 000 sinistrés, selon un bilan provisoire des autorités communiqué le 24 février 2008[9].

### Choléra
- République démocratique du Congo : Une épidémie de choléra s’est déclarée dans la province du Katanga. Médecins sans frontières a communiqué le 30 janvier un bilan recensant 2 083 cas dont 59 mortels[10].

- Zimbabwe : Une épidémie de choléra touche toute la moitié est du pays durant le mois de novembre faisant, selon un communiqué de l'ONU, 412 morts et 9 908 cas recensés[11].

### Méningite
- Une épidémie de méningite s’est abattue sur l’Afrique de l'Ouest. Au Mali, moins 94 cas de méningite, dont 8 décès, ont été enregistrés à la mi-février, principalement dans les régions de Sikasso et de Mopti[12].

### Paludisme
- Mali : Un essai clinique d’un vaccin antipaludéen a donné des résultats positifs, provoquant une forte réponse immunitaire chez les 40 adultes y ayant participé, sans présenter de risque. Des essais cliniques doivent être menés auprès de 400 enfants âgés de 1 à 6 ans. Ce vaccin est l’œuvre du centre de recherche et de formation sur le paludisme à l'Université de Bamako au Mali dirigé par le docteur Mahamadou A.Thera[13]

## Droits de l'enfant

### Enfants soldats
- À l’occasion de journée internationale des enfants soldats le 12 février 2008, Radikha Coomaraswamy, secrétaire générale adjointe des Nations unies a indiqué que 58 organisations continuaient à recruter et à utiliser des enfants dans 13 pays, dont 6 africains : le Burundi, la République centrafricaine, la République démocratique du Congo, le Soudan, le Tchad ainsi que l'Ouganda[14].

## Sport

### Football
- Frédéric Kanouté a été sacré le 1er février « Ballon d'or africain », récompensant le meilleur joueur de football africain de l’année 2007[15].

- Super coupe d’Afrique de football : Le club tunisien de l'Étoile sportive du Sahel a remporté le 24 février à Radès (Tunisie) la 16e édition de la Super coupe d’Afrique de football[16].